# THE KILLING/キリング
『THE KILLING/キリング』（原題：Forbrydelsen）は、デンマーク制作のテレビドラマ。

## 概要
ひとつの殺人事件を解決するまでの捜査過程、20日間を20話で描いた作品。デンマーク史上最高の視聴率を獲得。英国アカデミー賞国際シリーズ作品賞受賞。2007年放送、2009年に続編が放送。2012年現在、第3シリーズを製作中。
デンマークで2009年に放送されたシーズン2全10話が、2011年11月から12月にかけて英BBCにて放送された。日本では2012年1月からスーパー!ドラマTVにてシーズン1を、2012年1月からシーズン2を放送開始、シーズン3は2013年放送予定。

## あらすじ

### シーズン1
舞台はデンマークの首都、コペンハーゲン。中心街には古い建物が整然と並び、そこから少し離れるとのどかな自然の風景が広がる。女性刑事サラ・ルンドは、一人息子のマークを連れて、スウェーデン人の恋人ベングトと共にスウェーデンへ移住する予定だった。しかし退職する日に少女の死体が発見され、移住も延期。後任の刑事イエン・マイヤーとともに捜査を続けることになった。
少女の残酷な死によってもたらされた衝撃は、少女の家族、学校、市長選の立候補者、街中の人々に重くのしかかる。容疑者を追う緊迫した状況のなか、登場人物たちの様々な人間ドラマが繰り広げられていく。

### シーズン2
ナナ・ビルク・ラールセン殺人事件から2年。
サラ・ルンドはコペンハーゲンを離れ国境検問所で働いていた。たった一人ひっそりと生活しているサラのもとに、元上司のブリックスから連絡が入る。ある記念公園で発見された女性弁護士の遺体の事件捜査を手伝ってほしいという。一度は断るものの、サラ・ルンドはコペンハーゲンを訪れ、捜査協力を申し出る。

## 登場人物／キャスト

### 主人公
サラ・ルンド
演 - ソフィー・グローベール、吹替 - 野沢由香里
コペンハーゲン警察の刑事。すぐれた洞察力と観察眼があり、捜査のために一線を越えることもしばしば。別れた夫との間に一人息子がいる。

### シーズン1

#### 警察（シーズン1）
イエン・マイヤ
演 - ソーレン・マリン、吹替 - 山野井仁
コペンハーゲン警察の刑事。ルンドの後任として赴任してくる。直情的な性格で愛煙家。妻と3人の子供がいる。
ハンス・ブシャール
トロールス・II・ムンク、吹替 - 坂本くんぺい
コペンハーゲン警察警部。ルンドの上司。
ブリックス
演 - モーテン・スアバレ、吹替 - 岩崎正寛
コペンハーゲン警察副局長。

#### 被害者及び遺族
ナナ・ビルク・ラールセン
演 - ジュリー・オェルガード、吹替 - うえだ星子
被害者。フレデリック高校の学生。
タイス・ビルク・ラールセン
演 - ビャールネ・ヘンリックセン、吹替 - 石住昭彦
ナナの父親。ビルク・ラールセン運送社長。
ペニレ・ビルク・ラールセン
演 - アン・エレウノーラ・ヤーゲンセン、吹替 - 土井美加
ナナの母親。めまぐるしく変わる警察の捜査方針に翻弄され憔悴し、精神状態が不安定になる。
シャルロッテ
演 - ラウラ・ドラスベァク、吹替 - 安藤瞳
ペニレの妹。

#### 市議会
トロールス・ハートマン
演 - ラース・ミケルセン、吹替 - 木下浩之
コペンハーゲン市議会議員。教育委員会委員長で次期市長選の自由党の候補。
リー・スクーゴー
演 - マリー・エスケハヴ、吹替 - 浅野まゆみ
ハートマンの政治顧問。恋人でもある。
モーテン・ウェーバー
演 - ミカエル・モリツェン、吹替 - 小形満
ハートマンの選挙キャンペーン・マネージャー。
ポール・ブレーマー
演 - ベント・マイディング、吹替 - 秋元羊介
コペンハーゲン市長。
ホルク
演 - イェスパー・ローマン、吹替 - 茶花健太
極右党党首。
ウーラブ
演 - クリスチャン・イブラー、吹替 - 菅原雅芳
市の職員。
デッサウ
演 - ヤコブ・セーダーグレン、吹替 - 高橋英則
ブレーマー市長の側近。

#### 学校関係
リサ
演 - ラウラ・クリステンセン、吹替 - ふしだ里穂
ナナの親友。
オリバー
演 - サイロン・メルヴィル、吹替 - 菅原雅芳
ナナの元恋人。
イエッペ
演 - カスパー・ステッフェンセン
オリバーのルームメイト。
ラマ
演 - ファーシャド・コルギ、吹替 - 高橋英則
ナナの担任教師。アラブ系移民で、ハートマンの移民政策である“ロールモデル”に選ばれている。ナナ殺害の容疑をかけられる。

#### その他
ヴァウン・スケアベック
演 - ニコライ・コペルニクス、吹替 - 青木強
タイスの会社の従業員。タイスの右腕的存在。独身で、ビルク・ラールセン家の人々とは家族同然の付き合い。
ベングト
演 - ヨハン・グリー、吹替 - 高松直輝
ルンドの恋人。犯罪心理学者。プロファイリングでルンドにアドバイスをする。
レオン
演 - ピーザ・ホルム・ヨハンセン、吹替 - 高松直輝
タクシー運転手。タイスの会社でパートで働いている。

### シーズン2

#### 警察（シーズン2）
ウルレク・ストランゲ
演 - ミケール・ビアクケーア、吹替 - 宮内敦士
コペンハーゲン警察の刑事。
ルース・ヒーゼビュ
演 - ロッテ・アンデルセン
警視総監補。

#### 政界（シーズン2）
トマス・ブク
演 - ニコラス・ブロ、吹替 - 遠藤純一
法務大臣。前任のモンベアが急病で倒れたため、2年目の若手議員ながら大臣職に就任。
カルステン・プロウ
演 - プレーベン・クレステンセン、吹替 - 坂本くんぺい
法務省事務次官。
カリーナ・モンク・ヤアアンセン
演 - シャロテ・グルベア、吹替 - うえだ星子
法務大臣付秘書。
エリクセン
演 - カート・レイヴン
デンマーク首相。

#### 軍
イェンス・ピータ・ラーベン
演 - ケン・ヴィセゴー、吹替 - 中谷一博
元軍人。
ルイーセ・ラーベン
演 - スティーネ・プレトリウス、吹替 - ふしだ里穂
イェンスの妻。看護婦としてリューバンゲン基地内の病院に勤務。
トアステン・ヤアンヴィ
演 - フレミング・イーネヴォル、吹替 - 牛山茂
デンマーク軍大佐。ルイーセの父。
スゴー
演 - カルステン・ビョルンランド
デンマーク軍少佐。

### シーズン3

#### 捜査機関
マティーアス・ボーク
演 - ニコライ・リー・カース、吹替 - 楠大典
情報局・国家安全保障課の捜査官。ルンドとは警察学校時代の同期。
アスビャアン・ヨンガ
演 - シグード・ホルメン・レ・ドウス、吹替 - 塩田宇宙
コペンハーゲン警察の新人刑事。

#### 被害者（シーズン3）
ローバト・ソイデン
演 - アンダース・Ｗ・ベアテルセン、吹替 - 後藤敦
巨大企業シーランド社の社長。
マイア・ソイデン
演 - ヘレ・ファグラリッド、吹替 - 衣鳩志野
ローバトの元妻。
イミーリェ
演 - カヤ・フェルステッド、吹替 - Lynn
ローバトの長女。
カール
演 - オリヴァ・テルンストロム
ローバトの長男。

#### 政界（シーズン3）
クレスチャン・カンパ
演 - オーラフ・ヨハネセン、吹替 - 荻野晴朗
デンマーク首相。
カーアン・ニーベル
演 - トリーネ・ パレスン、吹替 - 椿真由美
首相付のスピンドクター。
クリストファー・カンパ
演 - ヨナタン・スパン、吹替 - 早志勇紀
クレスチャンの実弟。選挙参謀を務める。
ローサ・リベク
演 - サラ=マリー・マルタ
中央党党首。クレスチャンと恋愛関係にある。

## 放送日程

### シーズン1（放送日程）
| Episode #  | タイトル           | 放送日         | 脚本                                                                 | 監督                                 |
| ---------- | ------------------ | -------------- | -------------------------------------------------------------------- | ------------------------------------ |
| Episode 01 | 捜査開始           | 2007年01月07日 | ソーレン・スヴァイストゥルップ                                       | ビルヤ・ラールセン                   |
| Episode 02 | 事務所の車         | 01月14日       | ソーレン・スヴァイストゥルップ                                       | ビルヤ・ラールセン                   |
| Episode 03 | 地下室             | 01月21日       | ソーレン・スヴァイストゥルップ                                       | ビルヤ・ラールセン                   |
| Episode 04 | 疑念               | 01月28日       | トーライフ・ホッペ ペール・ダウミッラ ソーレン・スヴァイストゥルップ | ビルヤ・ラールセン                   |
| Episode 05 | 高校教師           | 02月04日       | ペール・ダウミッラ ソーレン・スヴァイストゥルップ                    | ヘンリック・ルーベン・ゲンツ         |
| Episode 06 | 葬儀の日           | 02月11日       | クリストファー・ニーホルム                                           | ミカエル・W・ホルステン              |
| Episode 07 | 目撃証言           | 02月18日       | ペール・ダウミッラ トーライフ・ホッペ ソーレン・スヴァイストゥルップ | クリストファー・ニーホルム           |
| Episode 08 | ガレージ           | 02月25日       | ミカエル・W・ホルステン ソーレン・スヴァイストゥルップ               | ハンス・ファビアン・ヴレンウェーバー |
| Episode 09 | 再出発             | 03月04日       | トーライフ・ホッペ ソーレン・スヴァイストゥルップ                    | ハンス・ファビアン・ヴレンウェーバー |
| Episode 10 | ドアの鍵           | 03月11日       | ソーレン・スヴァイストゥルップ ミカエル・W・ホルステン               | シャルロッテ・シーリング             |
| Episode 11 | ファウスト         | 09月23日       | トーライフ・ホッペ ミカエル・W・ホルステン                           | シャルロッテ・シーリング             |
| Episode 12 | 窓際のシルエット   | 09月30日       | トーライフ・ホッペ                                                   | ヘンリック・ルーベン・ゲンツ         |
| Episode 13 | 探り合い           | 10月07日       | ミカエル・W・ホルステン                                              | ヘンリック・ルーベン・ゲンツ         |
| Episode 14 | ひき逃げ犯         | 10月14日       | トーライフ・ホッペ                                                   | ハンス・ファビアン・ヴレンウェーバー |
| Episode 15 | ハートのネックレス | 10月21日       | ミカエル・W・ホルステン                                              | モーテン・アールンフレッド           |
| Episode 16 | ビデオレター       | 10月28日       | トーライフ・ホッペ                                                   | クリストファー・ニーホルム           |
| Episode 17 | メルクール社       | 11月08日       | ミカエル・W・ホルステン ソーレン・スヴァイストゥルップ               | クリストファー・ニーホルム           |
| Episode 18 | 倉庫               | 11月15日       | トーライフ・ホッペ                                                   | モーテン・ケーレット                 |
| Episode 19 | 最期の言葉         | 11月22日       | ソーレン・スヴァイストゥルップ ミカエル・W・ホルステン               | クリストファー・ニーホルム           |
| Episode 20 | 終焉               | 11月29日       | ソーレン・スヴァイストゥルップ トーライフ・ホッペ                    | クリストファー・ニーホルム           |

### シーズン2（放送日程）
| #      | タイトル         | 放送日         | 脚本                                                                      | 監督                                 |
| ------ | ---------------- | -------------- | ------------------------------------------------------------------------- | ------------------------------------ |
| 第01話 | 捜査協力         | 2009年09月27日 | トーライフ・ホッペ ミカエル・W・ホルステン ソーレン・スヴァイストゥルップ | クリストファー・ニーホルム           |
| 第02話 | 二人目の被害者   | 10月04日       | トーライフ・ホッペ ミカエル・W・ホルステン ソーレン・スヴァイストゥルップ | クリストファー・ニーホルム           |
| 第03話 | エーギル部隊     | 10月11日       | トーライフ・ホッペ                                                        | ハンス・ファビアン・ヴレンウェーバー |
| 第04話 | 3-2アルファ      | 10月18日       | ミカエル・W・ホルステン ソーレン・スヴァイストゥルップ                    | ハンス・ファビアン・ヴレンウェーバー |
| 第05話 | ペアク           | 10月25日       | トーライフ・ホッペ ソーレン・スヴァイストゥルップ                         | クリストファー・ニーホルム           |
| 第06話 | 交差点           | 11月01日       | ミカエル・W・ホルステン ソーレン・スヴァイストゥルップ                    | クリストファー・ニーホルム           |
| 第07話 | 接触             | 11月08日       | トーライフ・ホッペ ソーレン・スヴァイストゥルップ                         | シャルロッテ・シーリング             |
| 第08話 | 新たな疑惑       | 11月15日       | ミカエル・W・ホルステン ソーレン・スヴァイストゥルップ                    | シャルロッテ・シーリング             |
| 第09話 | アフガニスタンへ | 11月22日       | トーライフ・ホッペ ソーレン・スヴァイストゥルップ                         | クリストファー・ニーホルム           |
| 第10話 | 真相             | 11月29日       | ミカエル・W・ホルステン ソーレン・スヴァイストゥルップ                    | クリストファー・ニーホルム           |

### シーズン3（放送日程）
| #      | タイトル         | 放送日         | 脚本                                                   | 監督                                 |
| ------ | ---------------- | -------------- | ------------------------------------------------------ | ------------------------------------ |
| 第01話 | メデア号         | 2012年09月23日 | ソーレン・スヴァイストゥルップ トーライフ・ホッペ      | ミクル・セロップ                     |
| 第02話 | イミーリェの行方 | 9月30日        | ソーレン・スヴァイストゥルップ ミカエル・W・ホルステン | ミクル・セロップ                     |
| 第03話 | 過去の事件       | 10月07日       | トーライフ・ホッペ ソーレン・スヴァイストゥルップ      | ハンス・ファビアン・ヴレンウェーバー |
| 第04話 | 犯人の要求       | 10月14日       | ミカエル・W・ホルステン ソーレン・スヴァイストゥルップ | ハンス・ファビアン・ヴレンウェーバー |
| 第05話 | 傷心             | 10月21日       | トーライフ・ホッペ ソーレン・スヴァイストゥルップ      | ナターシャ・アーティ                 |
| 第06話 | 黒い車           | 10月28日       | ミカエル・W・ホルステン ソーレン・スヴァイストゥルップ | ナターシャ・アーティ                 |
| 第07話 | 懸賞金           | 11月04日       | ミカエル・W・ホルステン ソーレン・スヴァイストゥルップ | カトリーネ・ヴィンフェルト           |
| 第08話 | ベンヤミン       | 11月11日       | ミカエル・W・ホルステン ソーレン・スヴァイストゥルップ | カトリーネ・ヴィンフェルト           |
| 第09話 | 残された時間     | 11月18日       | トーライフ・ホッペ ソーレン・スヴァイストゥルップ      | ハンス・ファビアン・ヴレンウェーバー |
| 第10話 | 別離             | 11月25日       | ミカエル・W・ホルステン ソーレン・スヴァイストゥルップ | ハンス・ファビアン・ヴレンウェーバー |

## リメイク版
アメリカ合衆国でリメイクされ、日本では『THE KILLING〜闇に眠る美少女〜』のタイトルで放送された。主演はミレイユ・イーノス（サラ・リンデン役）。